# The Annals of Applied Probability
The Annals of Applied Probability ist eine mathematische Fachzeitschrift unter Peer-Review, die vom Institute of Mathematical Statistics herausgegeben wird.  Die Zeitschrift erscheint seit 1991.

## Herausgeber
Die folgenden Personen waren Herausgeber der Zeitschrift:
- J. Michael Steele (1991–1993)
- Richard L. Tweedie (1994–1996)
- Richard Durrett (1997–1999)
- Soren Asmussen (2000–2002)
- Robert Adler (2003–2005)
- Ed Waymire (2006–2008)
- Yuval Peres (2009)
- Andrew Barbour (2010–2012)
- Timo Seppäläinen (2013–2015)
- Bálint Tóth (2016–2018)
- Francois Delarue, Peter Friz (2018–2021)
- Kavita Ramanan, Qiman Shao  (2022– )